# Robert Young (musicien)
Pour les articles homonymes, voir Robert Young et Young.
Robert Young est un musicien, compositeur anglais né en 1945 à Basingstoke. Il est surtout connu pour sa participation comme harmoniciste/compositeur avec le groupe Status Quo.

## Biographie
Influencé par son oncle Cliff qui jouait dans un groupe folk tous les samedis dans un club local de Basingstoke, le jeune Robert Young commence à jouer de l'harmonica vers l'âge de 14 ans. Il apprend aussi à jouer de la guitare mais après avoir vu, en 1963, Sonny Boy Williamson II qui tournait avec John Mayall's Bluesbreakers, il se passionne pour le blues. Bob Dylan et le poète Dylan Thomas l'inspirent aussi énormément.

### Collaboration avec Status Quo
Alors qu'il travaillait pour divers groupes comme roadie, il fut engagé par le management de Status Quo en 1968. Il joua de l'harmonica pour la première fois avec le groupe sur le single, The Price of Love, en 1969. Il commença à composer avec le groupe pour l'album Spare Parts en 1969, principalement avec Alan Lancaster. Rapidement son amitié avec Francis Rossi grandit et c'est avec lui qu'il composera la majorité de ses titres. Certains deviendront les plus grands succès du groupe, Caroline ou Down Down par exemple. Il suivra le groupe dans ses tournées et deviendra son manager jusqu'en 1980. Il joua de l'harmonica sur scène principalement sur la reprise du titre de Doors, Roadhouse Blues.

### En solo et autres collaborations
Après avoir rencontré Micky Moody qui ouvrait régulièrement pour Status Quo avec son groupe SNAFU dans les années 1970, il fonda avec lui le Young and Moody Band. Ils enregistrèrent un album pour le label Magnet Records intitulé Young & Moody en 1977 et écrivirent ensemble un livre intitulé The Language of Rock'n'Roll en 1985. Micky Moody rejoindra David Coverdale pour fonder Whitesnake en 1977. Micky Moody participera à l'album solo de Robert Young In Quo Country en 1986. En 2010 sortira la compilation Young & Moody : Back for the Last Time Again.
Robert Young joua aussi dans le groupe de John Coghlan, John Coghlan's Diesel.
Dans les années 1990, il managea divers artistes dont Vanessa Mae. Il travailla aussi pour la BBC et écrivit un livre (avec Ray Minhinnett) sur la célèbre guitare Stratocaster de Fender.

### De retour avec Status Quo
En 2000, Robert Young retrouva Francis Rossi et ils se remirent à écrire ensemble. Le resultat de cette collaboration se verra dès l'album du Quo, Heavy Traffic, sorti en 2002. Cette collaboration dure encore à ce jour.
En 2002, il participa en tant qu'invité à l'album Lost Horizons du groupe anglais Lemon Jelly.
Il participera à l'écriture avec Francis Rossi et Rick Parfitt, de la biographie de Status Quo : SQ 40 - the 40th Anniversary Book.
Il tournera et managera aussi l'ancien leader de The Verve, Richard Ashcroft.

## Discographie
- 1977 : Young & Moody (avec Micky Moody)
- 1986 : In Quo Country
- 1995 : Nearest Hits (compilation avec Micky Moody)
- 2010 : Young & Moody: Back for the Last Time Again (compilation)